# UFO: Alien Invasion
UFO: Alien Invasion (с англ. — «НЛО: Вторжение Инопланетян») — компьютерная игра, смесь жанров ролевой игры и стратегии в реальном времени. «UFO: Alien Invasion» — свободная компьютерная игра, она доступна под лицензиями GNU GPL, CC BY-SA. Игра постоянно разрабатывается командой энтузиастов UFO: Alien Invasion Team, которые через некоторые промежутки времени выпускают стабильные версии, распространяемые бесплатно через Интернет.
В игре игрок борется с инопланетянами, которые пытаются взять под свой контроль Землю.
Игра является одной из игр серии X-COM и подобной игре UFO: Enemy Unknown. Игра разработана на движке id Tech 2, и запускается на Microsoft Windows, Linux, Mac OS X, Android и других. Также проект был номинирован «Лучший проект для Игроков» (англ. Best project for Gamers) сообществом на SourceForge.
Во многих аспектах UFO: AI находится все ещё в развитии, но она уже является функциональной. В настоящее время, версия 2.5 — последняя стабильная версия (выпущенная 28 июня 2014 года), для Android последняя версия: 2.5.0.07 доступна на Google play.
«UFO: Alien Invasion» изначально не была чисто свободной игрой, так как небольшая часть внутриигрового контента распространяется под несвободной лицензией Creative Commons Sampling+. Исходный код игры распространялся согласно лицензии GNU General Public License, данные — GNU GPL, Creative Commons Attribution-ShareAlike и несвободной Creative Commons Sampling+. По состоянию на дату релиза версии 2.5 игра полностью совместима с лицензиями Debian.
Распространение игры скоординировано через SourceForge.net.

## Общие сведения
Согласно сюжету игры события происходят в 2084 году. Протагонист управляет секретной организацией, цель которой — защита Земли от пришельцев.
UFO: Alien Invasion — это игра на стыке двух жанров — стратегии в реальном времени и тактической ролевой игры, созданная в традиции старых игр серии X-COM, но со своими особенностями. В игре комбинируется военный реализм с научной фантастикой и драматичное вторжение пришельцев. Тщательно построенная ролевая система даёт контроль игроку над своей командой и поддерживает темп игры.
По сюжету игрок должен будет провести исследование относительно внеземной угрозы, выяснить цели пришельцев и использовать их мощное оружие против захватчиков.
Игра берет много особенностей от игр серии X-COM от Mythos и Microprose. Однако, это не продолжение и не ремейк одной из игр серии. «Мы хотели сделать совершенно другую игру, которая превзошла бы игры 1992 года новыми особенностями и более красивой графикой».

## Геймплей

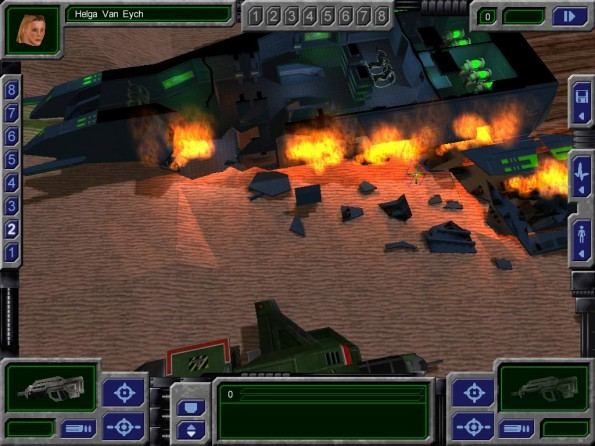
Скриншот из игры

Как и в играх серии X-COM, у UFO: Alien Invasion есть два режима игры: Geoscape и Тактический (англ. Tactical) также известный как Battlescape.
Режим Geoscape представляет собой стратегию. Игрок управляет войсками, строит здания, управляет финансами. Также протагонист исследует новые технологии, для дальнейшего их использования против пришельцев. Заработав определённое количество денег, игрок нанимает войска и авиацию чтобы уничтожить врага.
В режиме Geoscape используются кнопки времени, которые позволяют управлять течением времени. Например, игрок может поставить паузу во время чтения важных сообщений.
В тактическом режиме игра представляет собой тактическую ролевую командную игру. Протагонист отдаёт команды своим подчинённым, нанятым и снаряжённым в режиме Geoscape, выполняет заданные миссии сражаясь с пришельцами. Вместо того, чтобы управлять огромными территориями на гигантских картах, игрок использует только команду солдат, выбранных им ранее. Во время выполнения миссий игрок обычно должен спасать гражданских лиц, которых уничтожают пришельцы.
Тактический режим использует пошаговую систему боя, где команда игрока, пришельцы и гражданские делают свои ходы по очереди. Во время хода людей игрок может приказать солдату двигаться в определённое место, напасть на врага и т. д. Во время хода каждый солдат имеет определённое время для своего действия. Как только у солдата заканчивается его время, он больше ничего не может сделать до следующего хода.

## Сообщество
У UFO: Alien Invasion есть большое и активное сообщество по всему миру. Есть много людей готовых помочь новичкам в любых вопросах. Для этого есть активная Вики, форумы, также большое количество информации протекает через канал IRC, так как в нём можно связаться с сообществом и администраторами проекта.

## Обзоры
- Jim Norris. UFO: Alien Invasion Scratches the X-COM Itch. PC World (27 марта 2012). Дата обращения: 27 сентября 2016.
- Денис Зайченко. UFO: Alien Invasion — Незваный гость хуже Гагарина. ferra.ru (30 декабря 2013). Дата обращения: 27 сентября 2016.